# Ратлеџ (Алабама)
Ратлеџ (енгл. Rutledge) град је у америчкој савезној држави Алабама. По попису становништва из 2010. у њему је живело 467 становника.

## Демографија
Према попису становништва из 2010. у граду је живело 467 становника, што је 9 (1,9%) становника мање него 2000. године.
| Група             | 2000.       | 2010.       |
| Белци             | 338 (71,0%) | 341 (73,0%) |
| Афроамериканци    | 135 (28,4%) | 107 (22,9%) |
| Азијати           | 0 (0,0%)    | 5 (1,1%)    |
| Хиспаноамериканци | 0 (0,0%)    | 10 (2,1%)   |
| Укупно            | 476         | 467         |